# Michael Hofmann (Autor)
Michael Hofmann (* 25. August 1957 in Freiburg im Breisgau) ist ein deutsch-britischer Lyriker, Übersetzer und Literaturwissenschaftler.

## Leben
Michael Hofmann wurde als Sohn des Schriftstellers Gert Hofmann und dessen Frau Eva, geb. Thomas, einer Lehrerin, in Freiburg geboren. Er lebt seit 1961 in England und besuchte dort das Winchester College. Hofmann studierte Anglistik und Komparatistik an der Universität Regensburg, der University of Oxford und schließlich an der University of Cambridge (B.A. 1979, M.A., 1983). Anschließend hatte er verschiedene Lehraufträge an Hochschulen, so auch an der University of Michigan. Er wurde 1993 zum Distinguished Lecturer am Department of English der University of Florida bestellt. 2005 wurde er als auswärtiges Ehrenmitglied in die American Academy of Arts and Sciences gewählt. 2008 hatte Hofmann eine Einladung als Poet-in-Residence nach Queensland in Australien. Seit 2010 ist er Mitglied der Deutschen Akademie für Sprache und Dichtung.
Die Übersetzung von Hans Fallada, Every Man Dies Alone, hatte 2010 einen so großen Verkaufserfolg in den USA und in Großbritannien, dass in Deutschland eine kritische Neuausgabe von Jeder stirbt für sich allein erfolgte. 2024 erhielt Hofmann für die englische Übersetzung von Jenny Erpenbecks Roman Kairos gemeinsam mit der Autorin den International Booker Prize.
Hofmann war mit der Schriftstellerin Lavinia Greenlaw verheiratet. Er hat auch einige Werke seines Vaters ins Englische übersetzt.

## Auszeichnungen
- Cholmondeley Award 1984, für seinen Gedichtband Night in the Iron Hotel
- Geoffrey Faber Memorial Prize 1988, für seinen Gedichtband Acrimony
- Schlegel-Tieck Prize der Deutschen Botschaft in London 1988, für die Übersetzung von Patrick Süskinds The Double-Bass (Der Kontrabass), und erneut 1993, für die Übersetzung von Wolfgang Koeppens Death in Rome (Der Tod in Rom)
- Helen-und-Kurt-Wolff-Übersetzerpreis 2000, für die Übersetzung von Joseph Roths Novelle Rebellion (Die Rebellion) verbunden mit einem einjährigen Stipendium beim Literarischen Colloquium Berlin
- DeKa-Bank-Preis des Literaturhauses, Frankfurt 2004
- Oxford-Weidenfeld Translation Prize 2004, für die Übersetzung von Ernst Jüngers Storm of Steel (In Stahlgewittern)
- Spycher: Literaturpreis Leuk 2002 zusammen mit Lavinia Greenlaw
- International Booker Prize 2024 gemeinsam mit Jenny Erpenbeck, für die Übersetzung von Kairos

## Werke
- Night in the Iron Hotel. Gedichte. 1983.
- Acrimony. Gedichte. 1986.
- K.S. in Lakeland. Gedichte. 1990.
- Corona, corona. Gedichte. 1993.
- Approximately Nowhere. Gedichte. 1999.
- Feineinstellungen, Gedichte – 2sprachig. Übertragung Marcel Beyer. DuMont, Köln 2001, ISBN 3-7701-4758-8.

Übersetzungen
- Günter Eich: Angina days. Princeton University Press, Princeton, NJ 2010. (ausgewählte Gedichte)
- Peter  Stephan Jungk: The inheritance. Pushkin Press, London 2010 (Die Erbschaft).
- Irmgard Keun: Child of all nations. Penguin Books, London 2009 (Kind aller Länder).
- Hans Fallada: Every Man Dies Alone. Melville House, New York 2009, ISBN 978-1-933633-63-3 (Jeder stirbt für sich allein).
- Ernst Jünger: Storm of Steel, Penguin Books, London 2003 (In Stahlgewittern).